# Jutulhogget

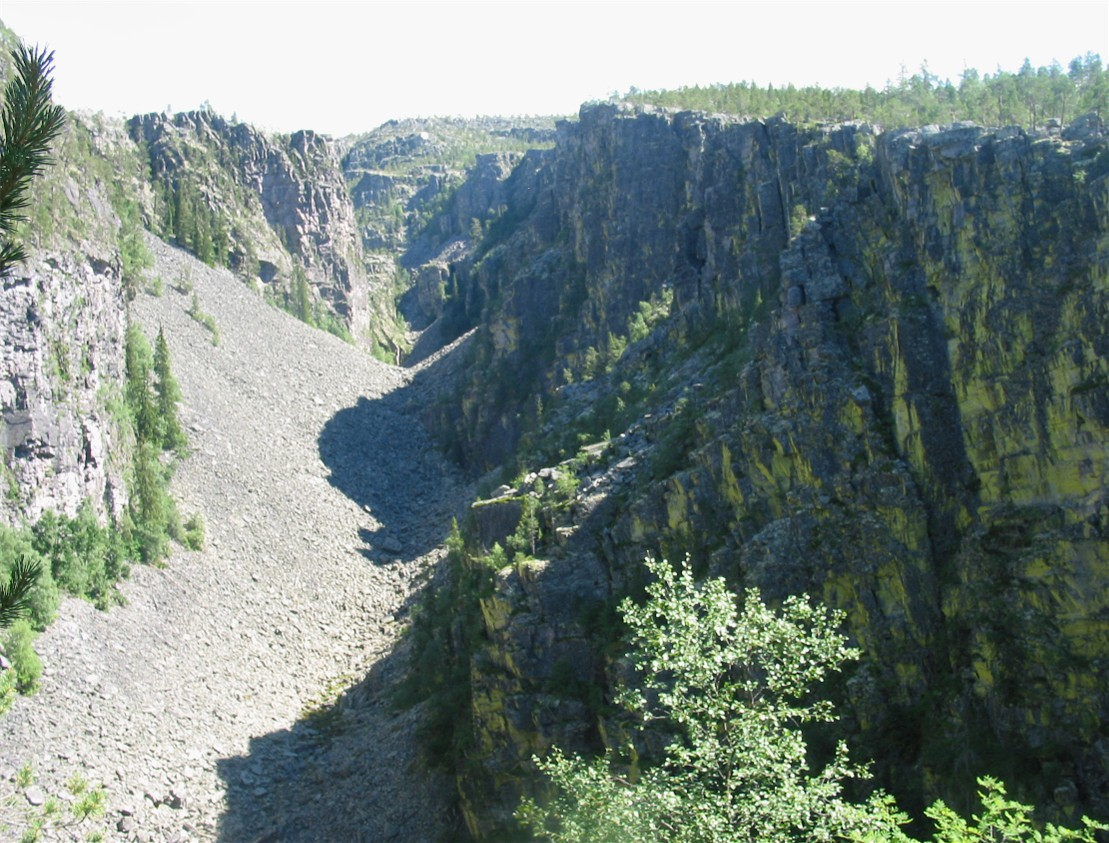
Jutulhogget

Jutulhogget ist ein 2,4 km langer Canyon in den Kommunen Alvdal und Rendalen im Østerdalen in Norwegen. Er entstand in der letzten Eiszeit, als der See Nedre Glomsjø unter dem Eis ausbrach und ein neuer Wasserlauf ostwärts durch lose Geröllmassen entstand.
Es gibt viele Sagen um die Entstehung des Canyons. Die bekannteste handelt von der Feindschaft zwischen den beiden Riesen Rendalsjutulen und Alvdalsjutulen.